# Stambach
Stambach  är en ort i  kommunen Grafendorf bei Hartberg i Österrike. Den ligger i distriktet Hartberg-Fürstenfeld i förbundslandet Steiermark.
Stambach var tidigare en självständig kommun, men blev den 1 januari 2015 en del av kommunen Grafendorf bei Hartberg. Kommunen bestod av tre orter (Ortschaften) (inom parentes invånarantal 1 januari 2024):
- Pongratzen (175)
- Stambach (279)
- Zeilerviertel (136)